# 圣厄塞布
圣厄塞布（法語：Saint-Eusèbe，法語發音：[sɛ̃.t‿øzɛb]）是法国索恩-卢瓦尔省的一个市镇，属于欧坦区。

## 地理
圣厄塞布（46°43'32"N, 4°28'53"E）面积21.21 平方千米，位于法国勃艮第-弗朗什-孔泰大區索恩-卢瓦尔省，该省份为法国中部省份，北起顺时针与科多尔省、汝拉省、安省、罗讷省、卢瓦尔省、阿列省和涅夫勒省接壤。
与圣厄塞布接壤的市镇（或旧市镇、城区）包括：蒙沙南、莱比佐、布朗济、马里尼、圣洛朗当德奈、圣米科、托尔西。

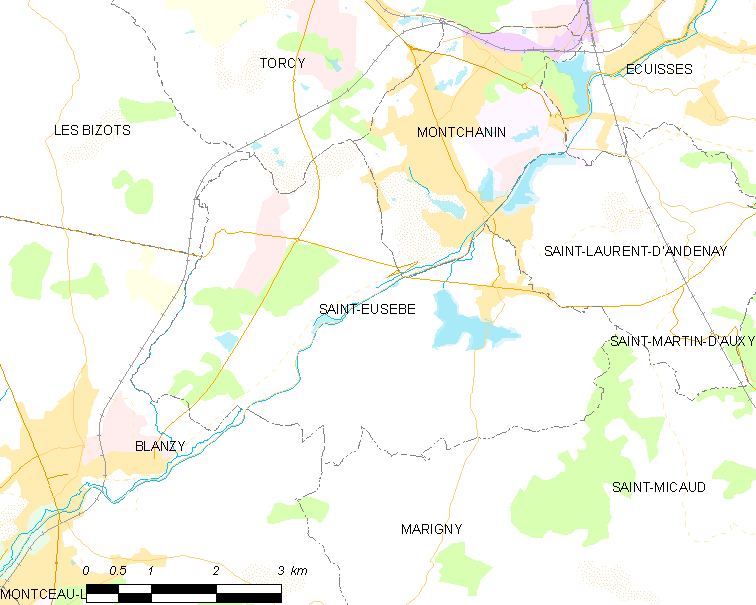
圣厄塞布的OSM定位图

圣厄塞布的时区为UTC+01:00、UTC+02:00（夏令时）。

## 行政
圣厄塞布的邮政编码为71210，INSEE市镇编码为71412。

## 政治
圣厄塞布所属的省级选区为布朗济县。

## 人口

1962-2008年间圣厄塞布人口变化图示

圣厄塞布于2022年1月1日时的人口数量为1175人。